# Breitblättriger Eukalyptus
Der Breitblättrige Eukalyptus (Eucalyptus dalrympleana) ist eine Pflanzenart innerhalb der Familie der Myrtengewächse (Myrtaceae). Sie kommt in den Gebirgsregionen Südost-Australiens und Tasmaniens, sowie um Adelaide, vor und wird dort „Mountain White Gum“, „Seven-flowered Mountain Gum“, „Mountain Gum“, „White Gum“, „Broad-leaved Kindling bark“ oder „Broad-leaved Ribbon Gum“ genannt.

## Beschreibung

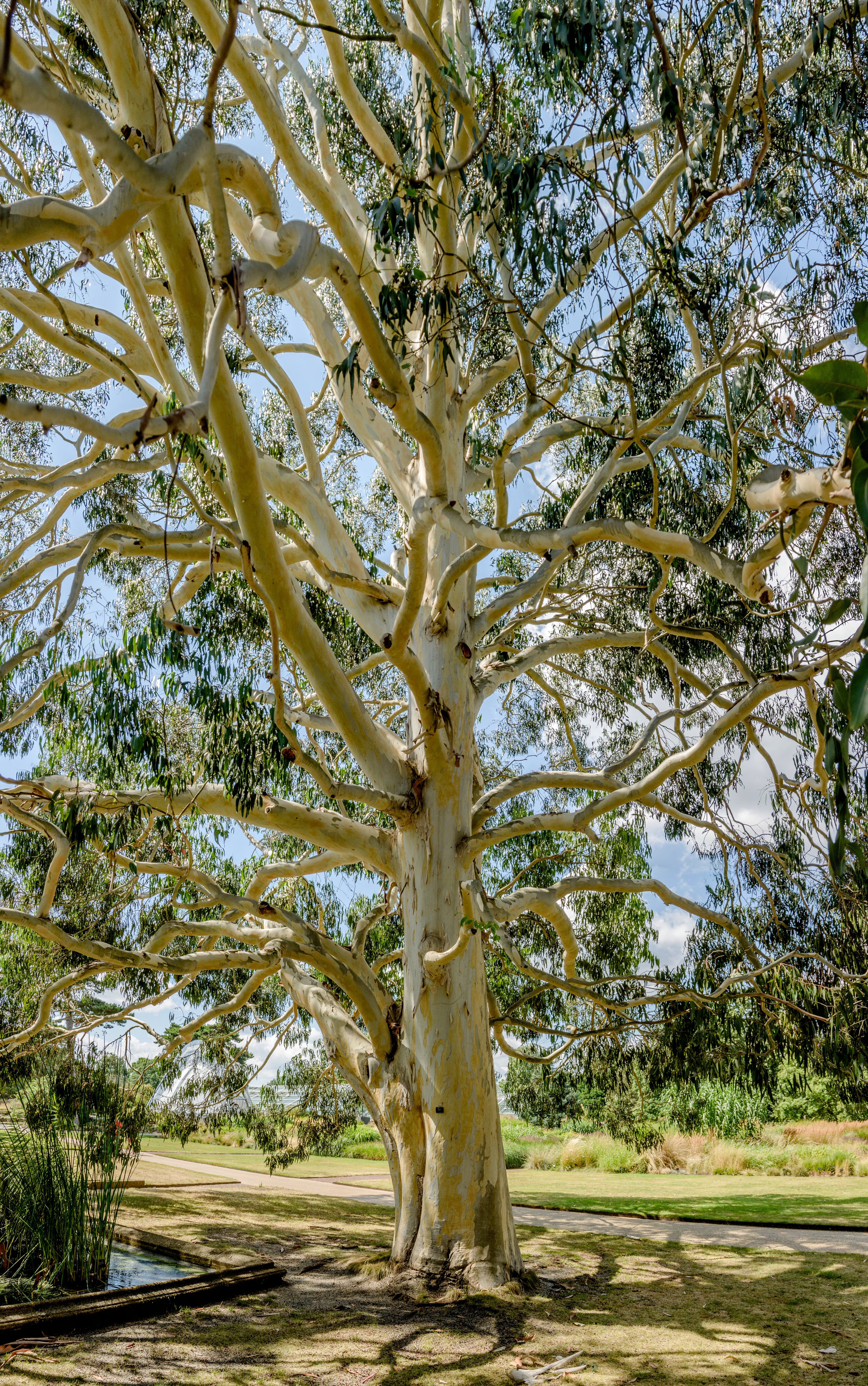
Stamm und Geäst mit Borke

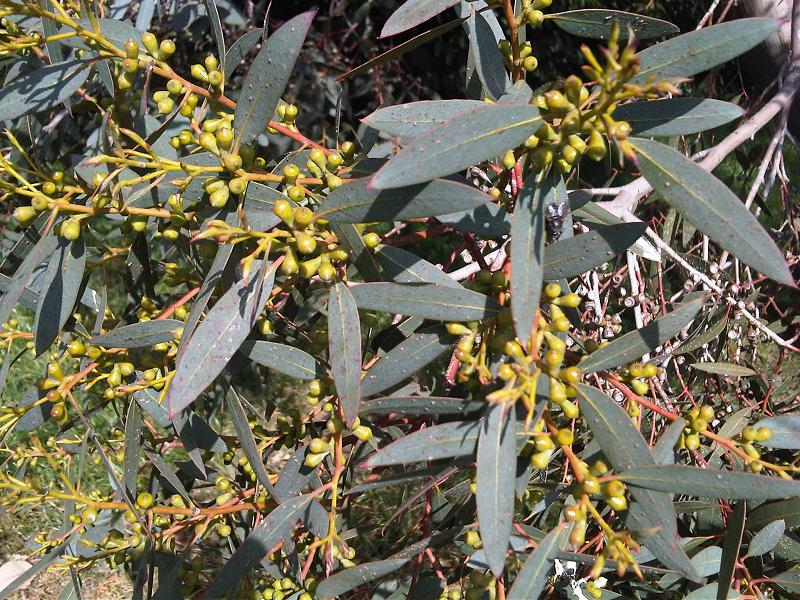
Laubblätter und Früchte

### Erscheinungsbild und Blatt
Eucalyptus dalrmypleana wächst als immergrüner Baum, der Wuchshöhen von bis über 40 Meter erreicht. Die Borke ist glatt oder verbleibt manchmal am unteren Teil des Stammes, ist grau und fasrig-schuppig. Weiter oben am Baum ist sie weiß, grau, rosa oder gelb und schält sich in langen Bändern. Der Stammdurchmesser erreicht über 2 Meter.
Bei Eucalyptus dalrympleana liegt Heterophyllie vor. Die gegenständig angeordneten Laubblätter an jungen Exemplaren sind kreisrund bis elliptisch oder eiförmig und matt grau-grün oder grün. Die einfarbigen, glänzend grünen Laubblätter an erwachsenen Exemplaren sind bei einer Länge von 10 bis 20 cm und einer Breite von 0,7 bis 1,5 bis 2,5 cm schmal-lanzettlich oder lanzettlich.

### Blütenstand und Blüte
An im Querschnitt schmal-abgeflachten oder kantigen, 3 bis 8 mm langen Blütenstandsschäften stehen in Gesamtblütenständen etwa drei- bis siebenblütige Teilblütenstände. Die stielrunden Blütenstiele sind – soweit vorhanden – bis zu 3 mm lang. Die Blütenknospen sind bei einem Durchmesser von 3 bis 5 mm und einer Länge 5 bis 8 mm eiförmig. Die Kelchblätter bilden eine konische Calyptra, die gleich lang und breit ist wie der Blütenbecher (Hypanthium). Die Blüten sind weiß.

### Frucht
Die Frucht ist bei einer Länge von 5 bis 8 mm und einem Durchmesser von 5 bis 9 mm halbkugelig, ei- oder glockenförmig. Der Diskus ist flach oder angehoben. Die Fruchtfächer stehen heraus.

## Vorkommen
Das Verbreitungsgebiet des Breitblättrigen Eukalyptus reicht von der Great Dividing Range an der Grenze zwischen Queensland und New South Wales bis hinunter ins Zentrum von Victoria. Man findet diese Eukalyptusart auch im Hochland Tasmaniens und in den Bergen südöstlich von Adelaide.
Der Breitblättrige Eukalyptus ist in grasigen, lichten Wäldern oder Hartlaubwäldern weit verbreitet. Er wächst auf lehmigen oder sandigen Böden in größeren Höhen.

## Systematik
Die Erstbeschreibung von Eucalyptus dalrympleana erfolgte 1920 durch den britisch-australischen Botaniker Joseph Maiden in The Forest Flora of New South Wales, Volume 7, S. 137. Das Typusmaterial weist die Beschriftung „A mountain Gum. Peppercorn Plain, Yarrangobilly, about 20 miles north of Kiandra, elevation about 4,700 feet. W.A.W. de Beuzeville, Nos. 1, 2, 3. A large tree as described in his letter No. 409/20 January, 1920“ auf.
Von Eucalyptus dalrympleana gibt zwei Unterarten:
- Eucalyptus dalrympleana Maiden, subsp. dalrympleana: Sie kommt in New South Wales, Victoria und Tasmanien vor und besitzt dreiblütige Blütenstände.[3]
- Eucalyptus dalrympleana subsp. heptanta L.A.S.Johnson: Sie kommt in Queensland und New South Wales, sowie im Northern Territory, vor und besitzt siebenblütige Blütenstände.[3]

In Teilen des Northern Territory gibt es Intergradation mit Eucalyptus rubida.

## Sonstiges
Der Breitblättrige Eukalyptus erhielt den „Award of Garden Merit“ (AGM) der Royal Horticultural Society.

## Ergänzende Literatur
- Ivan Holliday: A field guide to Australian trees. 3rd, revised edition. Reed New Holland, Sydney u. a. 2002, ISBN 1-876334-79-7.